# Сугури, Фумиэ
Фу́миэ Сугу́ри (яп. 村主 章枝 (すぐり ふみえ) Сугури Фумиэ, в СМИ нередко «Фу́ми»; род. 31 декабря 1980, Тиба, Япония) — японская фигуристка-одиночница. Пятикратная чемпионка Японии, трёхкратная чемпионка четырёх континентов (2001, 2003, 2005), серебряный призёр чемпионата мира 2006 года. По состоянию на июнь 2011 года занимает 56-е место в рейтинге Международного союза конькобежцев (ИСУ).

## Карьера

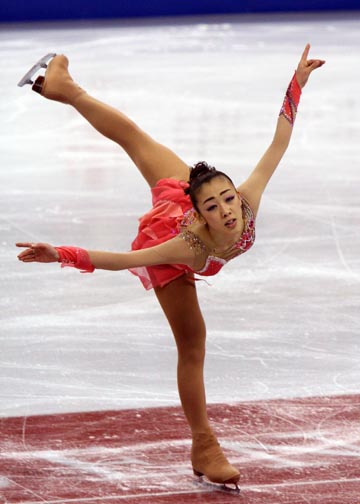
Фумиэ Сугури на турнире «Skate Canada» в 2008 году (короткая программа).

В детстве Фумиэ с семьёй жила Анкоридже на Аляске, где её отец работал пилотом в авиакомпании JAL. Там Фумиэ и начала кататься на коньках в возрасте пяти лет. Когда семья вернулась в Японию, Фумиэ продолжила свои занятия.
Свой первый титул чемпионки Японии Сугури завоевала в 1997 году. Впоследствии она ещё три раза подряд выигрывала золото этого турнира в 2001, 2002 и 2003 годах, и снова в 2006 году.
В 2001 году Фумиэ выиграла чемпионат Четырёх континентов и стала первой японкой выигравшей этот турнир. Она победила на Четырёх континентах два раза, и на сегодняшний день является самомй титулованной в этом соревновании спортсменкой.
В 2002 году она стала пятой на зимних Олимпийских играх. Месяц спустя, она завоевала бронзовую медаль на чемпионате мира, пропустив вперёд Мишель Кван и Ирину Слуцкую.
В 2003 году Сугури снова выиграла бронзу чемпионата мира, на этот раз после Кван и Елены Соколовой.
В 2004 году она, в финале Гран-при, обыграла Сашу Коэн и стала первой японкой победительницей Гран-при по фигурному катанию.
В 2006 году она выиграла чемпионат Японии по фигурному катанию, оставив позади, Мао Асаду и Сидзуку Аракаву, но на Олимпиаде в Турине стала только четвёртой. В том же году она завоевала серебряную медаль чемпионата мира вслед за Кимми Майсснер и т.о. стала первой японкой имеющей три медали мировых первенств (две бронзы и серебро).

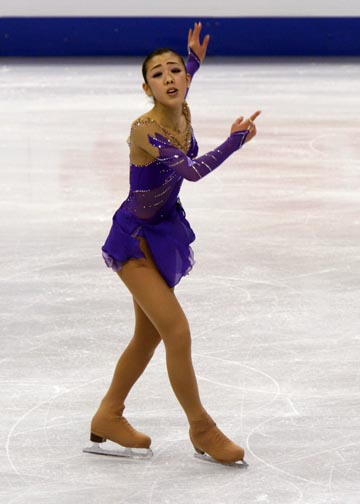
Фумиэ Сугури на турнире «Skate Canada» в 2008 году (произвольная программа).

В 2007 году на чемпионате Японии Фумиэ стала четвёртой проиграв более молодым конкуренткам — Юкари Накано, Мики Андо и Мао Асаде и не попала на чемпионат мира. Она выступила на чемпионате четырёх континентов того же года, где из-за травмы снялась после короткой программы.
В 2008 году она снова четвёртая на чемпионате Японии и снова не попадает на чемпионат мира. А также, ранее, не смогла пройти квалификацию в финал Гран-при.
В сезоне 2008—2009 стала второй на этапе Гран-при «Skate Canada» и третьей на «Cup of Russia», снова не попав финал. На чемпионате Японии 2009 года завоевала серебряную медаль. На чемпионате Четырёх континентов была шестой, а на чемпионате мира — восьмой.

### Смены тренеров
Первым тренером Фумиэ Сугури был Нобуо Сато, десятикратный чемпион Японии, отец Юки Сато.
В 19 лет Фумиэ переехала в Нью-Джерси для работы с Николаем Морозовым. В сезоне 2004—2005 она тренировалась у Олега Васильева, однако он был уволен японской федерацией конькобежного спорта, так как у Фумиэ появились проблемы с прыжками и плохие результаты на соревнованиях.
Часть подготовки к сезону 2007—2008 Фумиэ провела в Москве под руководством Александра Жулина. Перед сезоном 2008—2009, по инициативе своего агента, перешла вновь к Николаю Морозову.

### Возобновление карьеры
В августе 2013 года Сугури анонсировала свои планы вернуться в олимпийском сезоне. Она заявила о желании принять участие в чемпионате Японии чтобы квалифицироваться на Олимпийские игры.

## Личная жизнь
В связи с тем что Фумиэ выросла на Аляске (США), она одинаково хорошо владеет и японским и английским языками. Младшая сестра Фумиэ — Сика Сугури также была фигуристкой выступавшей на международном уровне.
Фумиэ Сугури закончила один из самых престижных университетов Японии — Университет Васэда.
В ноябре 2014 года стало известно, что Сугури — бисексуалка.

## Спортивные достижения

### После 2006 года
| Соревнования/Сезон                  | 2006—2007 | 2007—2008 | 2008—2009 | 2009—2010 | 2010—2011 | 2011—2012 |
| ----------------------------------- | --------- | --------- | --------- | --------- | --------- | --------- |
| Чемпионаты мира                     |           |           | 8         |           |           |           |
| Чемпионаты Четырёх континентов      | WD        | 10        | 6         |           |           |           |
| Чемпионаты Японии                   | 4         | 4         | 2         | 7         | 7         |           |
| Зимние Азиатские игры               | 2         |           |           |           |           |           |
| Финалы Гран-при                     | 4         |           |           |           |           |           |
| Этапы Гран-при:Skate America        |           |           |           | 4         |           |           |
| Этапы Гран-при:Skate Canada         | 2         |           | 2         |           | 9         |           |
| Этапы Гран-при:Cup of Russia        |           | 5         | 3         |           |           |           |
| Этапы Гран-при:Cup of China         |           | 4         |           | 7         |           |           |
| Этапы Гран-при:NHK Trophy           | 2         |           |           |           |           |           |
| Этапы Гран-при:Trophée Eric Bompard |           |           |           |           | 8         |           |
| Finlandia Trophy                    |           |           |           | 7         |           |           |

### 1999—2006 годы
| Соревнования/Сезон             | 1999—2000 | 2000—2001 | 2001—2002 | 2002—2003 | 2003—2004 | 2004—2005 | 2005—2006 |
| ------------------------------ | --------- | --------- | --------- | --------- | --------- | --------- | --------- |
| Зимние Олимпийские игры        |           |           | 5         |           |           |           | 4         |
| Чемпионаты мира                |           | 7         | 3         | 3         | 7         | 5         | 2         |
| Чемпионаты Четырёх континентов | 4         | 1         |           | 1         |           | 1         |           |
| Чемпионаты Японии              | 3         | 1         | 1         | 1         | 2         | 3         | 1         |
| Зимние Азиатские игры          |           |           |           | 2         |           |           |           |
| Финалы Гран-при                |           |           |           | 6         | 1         |           |           |
| Этапы Гран-при:Skate Canada    |           | 3         | 4         | 2         |           | 4         | 8         |
| Этапы Гран-при:Cup of China    |           |           |           |           | 3         |           |           |
| Этапы Гран-при:NHK Trophy      | 8         | 5         | 7         | 4         | 1         |           | 2         |
| Этапы Гран-при:Trophee Eric    |           |           |           |           |           | 4         |           |
| Этапы Гран-при:Bofrost Cup     | 2         |           |           |           |           |           |           |

- WD = снялась с соревнований

### до 1999 года
| Соревнования/Сезон              | 1992—1993 | 1993—1994 | 1994—1995 | 1995—1996 | 1996—1997 | 1997—1998 | 1998—1999 |
| ------------------------------- | --------- | --------- | --------- | --------- | --------- | --------- | --------- |
| Чемпионаты мира                 |           |           |           |           | 18        |           | 20        |
| Чемпионаты мира среди юниоров   |           |           |           | 4         | 4         |           |           |
| Чемпионаты Четырёх континентов  |           |           |           |           |           |           | 5         |
| Чемпионаты Японии               |           |           |           | 4         | 1         | 2         | 2         |
| Чемпионаты Японии среди юниоров | 10        | 9         | 10        | 2         | 2         |           |           |
| Зимние Азиатские игры           |           |           |           | 3         |           |           | 3         |
| Финалы Гран-при                 |           |           |           |           |           |           | 5         |
| Этапы Гран-при:Cup of Russia    |           |           |           |           | 7         |           |           |
| Этапы Гран-при:Skate Canada     |           |           |           |           |           |           | 2         |
| Этапы Гран-при:NHK Trophy       |           |           |           |           | 6         | 5         | 3         |